# أليكساندر جورج
أليكساندر جورج (بالفرنسية: Alexandre Georges)‏ هو عازف الأرغن وملحن فرنسي، ولد في 25 فبراير 1850 في أراس في فرنسا، وتوفي في 18 يناير 1938 في باريس في فرنسا.

## وصلات خارجية
- أليكساندر جورج على موقع ميوزك برينز (الإنجليزية)
- أليكساندر جورج على موقع ديسكوغز (الإنجليزية)